# Brilliant (Nuovo Messico)
Brilliant è una comunità non incorporata degli Stati Uniti d'America della contea di Colfax nello Stato del Nuovo Messico.
Un vecchio nome variante di Brilliant era Swastika. Swastika fu rinominata Brilliant dopo che il simbolo della svastica (swastika) fu adottato dai nazisti. L'ufficio postale di Brilliant chiuse nel 1954.